# Messier 93
Messier 93 (M93) även känd som NGC 2447, är en öppen stjärnhop i stjärnbilden Akterskeppet och är det tänkta akterdäcket i det legendariska skeppet Argo. Stjärnhopen upptäcktes 1781 av Charles Messier och lades sedan till i hans katalog över kometliknande objekt 1781. Caroline Herschel, yngre syster till William Herschel, upptäckte den självständigt 1783 och trodde att den ännu inte hade katalogiserats av Messier.

## Egenskaper
Messier 93 har Trumplerklass på I 3 r, vilket anger att den är starkt koncentrerad (I) med en stor ljusstyrka (3) och är rik på stjärnor (r). 
Stjärnhopen ligger ca 3 380 ljusår från solen och har en stor rumslig radie på 5 ljusår, en tidvattenradie på 13,1 ± 2,3 ljusår, och en kärnradie på 4,2 ljusår. Dess ålder beräknas på 387,3 miljon år. Den ligger nästan på det galaktiska planet och har en bana som varierar mellan 28 000 – 29 000 ljusår från Vintergatans centrum med en omloppsperiod av 242,7 ± 7,9 miljoner år.
54 variabla stjärnor har hittats i Messier 93, bland andra en långsamt pulserande stjärna av spektraltyp B, en roterande ellipsoidal variabel, sju Delta Scuti-variabler, sex Gamma Doradus-variabler och en hybrid δ Sct/γ Dor-pulsator. Fyra spektroskopiska dubbelstjärnor har inom sig en gul eftersläntrare.